# Пафнутий
Пафнутий — мужское имя коптского происхождения; переводится как «он от Бога».

## Известные носители
- Пафнутий Александрийский (V век) — преподобный, отец Евфросинии Александрийской.
- Пафнутий Боровский
- Пафнутий Египетский
- Пафнутий Кефалас
- Пафнутий Печерский, или Пафнутий Затворник (XIII век) — инок Киево-Печерского монастыря, затворник, православный святой в лике преподобных.

- Пафнутий (митрополит Сарский)
- Пафнутий (епископ Суздальский)
- Пафнутий (архиепископ Тверской)

- Пафнутий (Костин) (1866—1938) — иеромонах Русской православной церкви, преподобномученик.
- Пафнутий (Овчинников)
- Пафнутий (Федосеев)
- Пафнутий (Шикин)

- Пафнутий Львович Чебышёв (1821—1894) — русский математик

## В культуре
- Игумен Пафнутий упоминается в романе «Идиот» Ф. М. Достоевского, его почерку подражал князь Лев Николаевич Мышкин.
- В романе И. Хмелевской «Пафнутий» медведя — главного героя звали Пафнутий.
- В фильме «Москва — Кассиопея» Пафнутием звали одну из мышей, отправившихся с экспедицией к далёкой Кассиопее.
- В фильме Е. Бедарева «В ожидании чуда» Пафнутием зовут фея (фею-мужчину), персонажа В. Крылова.
- В сказочной повести Э. Т. А. Гофмана «Крошка Цахес, по прозванию Циннобер» так звали князя, при дворе которого главный герой становится министром.
- Так зовут главного героя романа Анатоля Франса «Таис».

## Именины
- 27 января — праведный Пафнутий
- 28 февраля — преподобный Пафнутий и преподобный Пафнутий Печерский
- 10 марта — преподобный Пафнутий Кефалас
- 17 апреля — преподобный Пафнутий
- 14 мая — преподобный Пафнутий Боровский
- 25 июня — преподобный Пафнутий
- 10 сентября — преподобный Пафнутий Печерский
- 8 октября — преподобномученик Пафнутий Египетский